# Бужум
Бужум (кирг. Бужум) — село в Баткенском районе Баткенской области Кыргызстана. Административный центр Кара-Булакского айылного аймака.

## География
Село расположено в центральной части области, на расстоянии приблизительно 2 километров (по прямой) к югу от города Баткена, административного центра области и района. Абсолютная высота — 1140 метров над уровнем моря.

## Население
Согласно оценочным данным Национального статистического комитета Кыргызской Республики, численность населения села на начало 2023 года составляла 11 485 человек.
| год     | 2009 | 2014 | 2015 | 2020   | 2021   | 2023   |
| ------- | ---- | ---- | ---- | ------ | ------ | ------ |
| человек | 7416 | 9493 | 9643 | 11 395 | 11 400 | 11 485 |